# Edna Mayne Hull
Œuvres principales
- Planètes à vendre

Edna Mayne Hull, née le 1er mai 1905 à Brandon dans le Manitoba et morte le 20 janvier 1975 à Los Angeles en Californie, est un écrivain de science-fiction canadienne.

## Biographie
Étant secrétaire en Alberta, Edna Mayne Hull déménage à Winnipeg, Alberta, où elle rencontre A. E. van Vogt par le biais d'un groupe d'écrivains. À ce moment, elle a déjà écrit plusieurs articles pour des revues. Ils se marient quelques mois plus tard.
Profitant de sa formation en secrétariat, elle tape la plupart des textes de son époux. Ayant une production importante à l'époque, van Vogt influence celle-ci et elle commence à développer ses propres idées. Sous sa conduite, elle produit plusieurs histoires et une nouvelle, publiées par les magazines Astounding Stories et Unknown Worlds. Van Vogt reçoit de nombreux courriers d'admirateurs pour le roman Planètes à vendre, lequel est essentiellement l'œuvre de son épouse.
Elle souffre de problèmes de santé à plusieurs reprises. En 1939, un médecin enlève son appendice, mais celui-ci referme mal la plaie, ce qui lui cause des douleurs pendant plusieurs années. Pendant les années 1940, elle souffre de divers problèmes, tels que des tumeurs et des kystes. À partir de 1950, elle s'implique fortement dans la dianétique et sa santé devient resplendissante, ce qu'elle attribue à la dianétique.
Pendant les années 1970, elle souffre du cancer. Après plusieurs opérations, son médecin traitant informe van Vogt qu'elle a un cancer incurable. Il tait l'information, de peur que la croissance des tumeurs ne soit amplifiée. Un an et demi après un voyage de visite auprès de sa famille, elle décède en 1975.

## Œuvres

### Romans
- Planètes à vendre ((en) Planets for Sale, 1954)Parfois publié sous le nom des deux auteurs, parfois seulement sous le nom de A. E. van Vogt
- (en) The Winged Man, 1967En 1966, A. E. van Vogt réécrit la nouvelle The Winged Man et la maison d'édition Doubleday le publie sous leurs deux noms.

### Recueils de nouvelles
- (en) Out of the Unknown, 1948Six nouvelles dont trois écrites par A. E. van Vogt
- (en) The Proxy Intelligence and Other Mind Benders, 1971Recueil de nouvelles courtes écrites par A. E. van Vogt, accompagnée de deux autres de Edna Mayne Hull

### Nouvelles
- (en) The Flight That Failed, 1942A. E. van Vogt apparaît parfois comme coauteur
- (en) The Ultimate Wish, 1943
- (en) Abdication, 1943A. E. van Vogt apparaît parfois comme coauteur
- (en) Competition, 1943
- (en) The Wishes We Make, 1943
- Le Patient, 1974 ((en) The Patient, 1943)
- (en) The Debt, 1943
- (en) The Contract, 1944
- (en) The Winged ManParue en deux parties
- (en) Enter the Professor, 1945
- (en) Bankruptcy Proceedings, 1946
- (en) The Wellwisher, 1969